# 昌図西駅
昌図西駅（しょうずにしえき）とは、中華人民共和国遼寧省鉄嶺市昌図県に位置する哈大旅客専用線の駅。

## 歴史
- 2012年12月1日　開業。

## 隣の駅
中華人民共和国鉄道部
哈大旅客専用線
四平東駅 - 昌図西駅 - 開原西駅
座標: 北緯42度46分33秒 東経124度03分36秒 / 北緯42.7757度 東経124.06004度